# كارلوس رودريغيس
كارلوس رودريغيس (18 فبراير 1908 بالبرتغال - ) هو لاعب كرة قدم برتغالي في مركز الوسط. شارك مع منتخب البرتغال لكرة القدم. أما مع النوادي، فقد لعب مع نادي بيلينينسش.

## وصلات خارجية
- كارلوس رودريغيس على موقع قاعدة بيانات كرة القدم.إي يو (الإنجليزية)
- كارلوس رودريغيس على موقع عالم كرة القدم.نت (الإنجليزية)